# 福岡市立笹丘小学校
福岡市立笹丘小学校(ふくおかしりつ ささおかしょうがっこう)は、福岡県福岡市中央区笹丘にある公立小学校。

## 歴史
- 1958年(昭和33年) - 福岡市立田島小学校と命名
- 1963年(昭和38年) - 田島小学校小笹分校開校(翌年に福岡市立小笹小学校として独立)
- 1979年(昭和54年) - 福岡市立田島小学校の新設に伴い、福岡市立笹丘小学校と校名変更

## 校歌
1965年(昭和40年)制定

## 通学区域
中央区の以下の地区。
・輝国１丁目
・輝国2丁目
・笹丘1丁目
・笹丘2丁目
・笹丘3丁目
・小笹3丁目(20番)
・小笹4丁目(13番(21号～37号)・14番～22番)
・梅光園2丁目
・梅光園3丁目
・梅光園団地

### 校区が隣接する小学校
- 福岡市立南当仁小学校
- 福岡市立赤坂小学校
- 福岡市立草ヶ江小学校
- 福岡市立鳥飼小学校

## 主な出身者
- KAN - シンガーソングライター
- 橘慶太 - 歌手、ダンサー(w-inds.のメンバー)
- 今田美桜-俳優